# Großhofen
Großhofen osztrák község Alsó-Ausztria Gänserndorfi járásában. 2020 januárjában 110 lakosa volt, amivel a legkisebb a tartomány önkormányzatai közül. 

## Elhelyezkedése

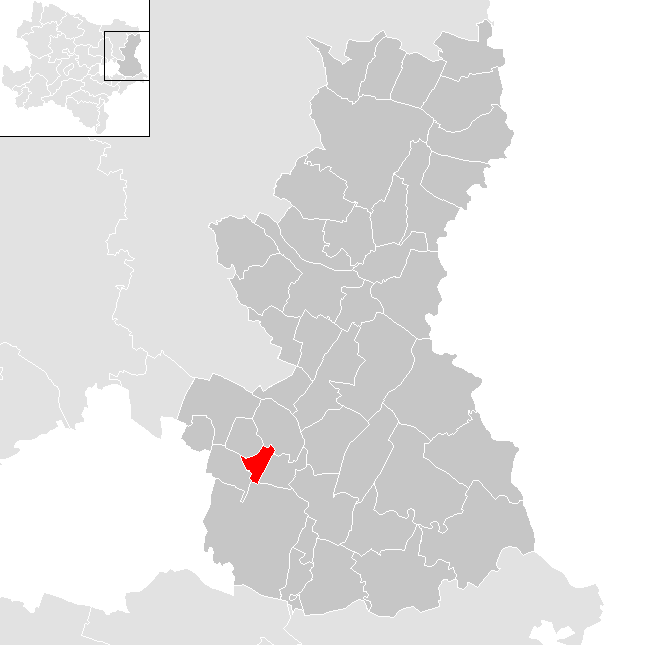
Großhofen a Gänserndorfi járásban

Großhofen a tartomány Weinviertel régiójában fekszik a Morva-mező középső részén. Területének 94%-a áll mezőgazdasági művelés alatt, erdeje nincs. Az önkormányzat egyetlen települést és katasztrális községet foglal magába.
A környező önkormányzatok: északkeletre Markgrafneusiedl, keletre Glinzendorf, délre Groß-Enzersdorf, nyugatra Raasdorf, északnyugatra Parbasdorf. 

## Története
Großhofent 1316-ban említik először. 
1938-ban egy fogadóst, egy cipészt és egy, termékeit közvetlenül árusító földművest számláltak össze a községben. Az Anschlusst követő közigazgatási reform során Großhofent integrálták Nagy-Bécs újonnan létrehozott 22. kerületébe, de a második világháború után visszanyerte önállóságát. 

## Lakosság
A großhofeni önkormányzat területén 2020 januárjában 110 fő élt. A lakosságszám 1991 óta gyarapodó tendenciát mutat. 2018-ban az ittlakók 72,4%-a volt osztrák állampolgár; a külföldiek közül 1% a régi (2004 előtti), 21,4% az új EU-tagállamokból érkezett. 1% a volt Jugoszlávia (Szlovénia és Horvátország nélkül) vagy Törökország, 4,1% egyéb országok polgára volt. 2001-ben a lakosok 79,3%-a római katolikusnak, 1,1% evangélikusnak, 6,5% pedig felekezeten kívülinek vallotta magát. Ugyanekkor a legnagyobb nemzetiségi csoportot a német (75%) mellett a horvátok alkották 16,3%-kal. 
A népesség változása:

| 2016 | 92 |
| 2018 | 98 |

## Látnivalók
- a Szt. Lőrinc-kápolna

## Fordítás
- Ez a szócikk részben vagy egészben  a   Großhofen című német Wikipédia-szócikk ezen változatának fordításán alapul.  Az eredeti cikk szerkesztőit annak laptörténete sorolja fel. Ez a jelzés csupán a megfogalmazás eredetét és a szerzői jogokat jelzi, nem szolgál a cikkben szereplő információk forrásmegjelöléseként.